# Pohár mistrů 2025 (florbal)
Pohár mistrů 2025 (anglicky Champions Cup) byl turnajem pro nejlepší kluby soutěží čtyřech nejlepších florbalových zemí ze sezóny 2023/2024. Byl to 30. ročník turnaje celkem a druhý ročník ve formátu pro vítěze národních ligových i pohárových soutěží.
Do finále se jako třetí český mužský tým v historii probojoval Florbal MB, který podlehl švédskému Pixbo IBK. Finálový zápas se odehrál na Zimním stadionu v Mladé Boleslavi.
Pixbo jako první klub v historii Poháru zvítězil zároveň i v ženském finále proti obhájci titulu Thorengruppen IBK.

## Kvalifikované týmy

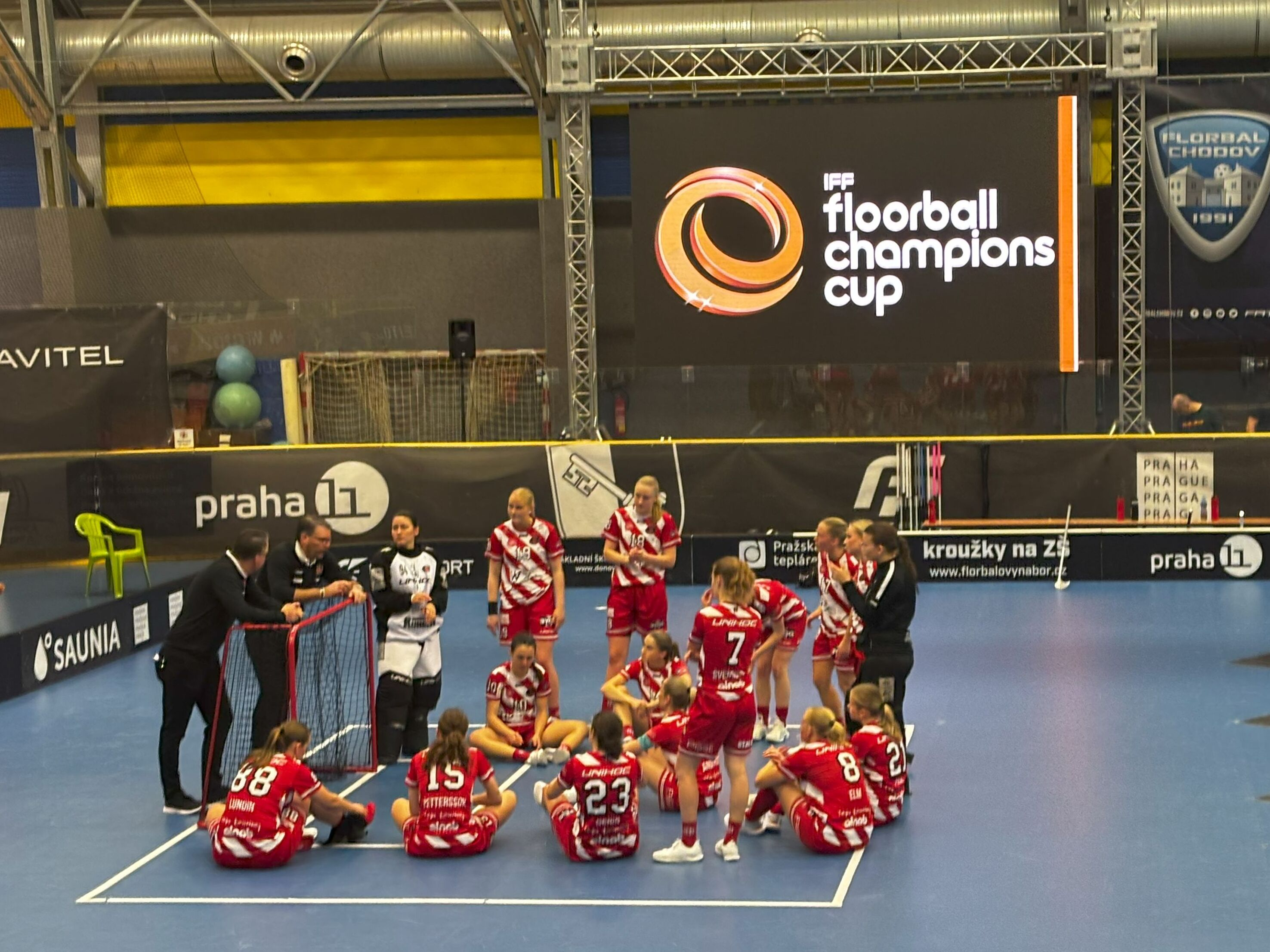
Hráčky Pixbo IBK po vítězném semifinále proti Florbal Chodov

Turnaje se účastnily dva ženské a dva mužské týmy za každou ze čtyř nejlepších florbalových zemí, tedy Švédska, Česka, Finska a Švýcarska. V první řadě to byli vítězové nejvyšších národních ligových soutěží. Druzí zástupci vzešli z národních pohárových soutěží.
Protože českou mužskou ligu i pohár vyhrál tým Tatran Střešovice, kvalifikoval se jako druhý mužský účastník vicemistr ligy, tým Florbal MB. Ze stejných důvodů se kvalifikovali i vicemistři švédského ženského poháru a finské ženské a švýcarské mužské i ženské ligy.
| Konference | Země (liga)                        | Vítěz ligy        | Vítěz poháru/Vicemistr ligy  |
| ---------- | ---------------------------------- | ----------------- | ---------------------------- |
| Severní    | Švédsko (Švédská Superliga)        | Storvreta IBK     | Pixbo IBK                    |
| Severní    | Finsko (F-Liiga)                   | Esport Oilers     | Nokian KrP                   |
| Jižní      | Česko (Superliga florbalu)         | Tatran Střešovice | Florbal MB (vicemistr)       |
| Jižní      | Švýcarsko (Unihockey Prime League) | Zug United        | SV Wiler-Ersigen (vicemistr) |

| Konference | Země (liga)                        | Vítěz ligy              | Vítěz poháru/Vicemistr ligy/poháru |
| ---------- | ---------------------------------- | ----------------------- | ---------------------------------- |
| Severní    | Švédsko (Švédská Superliga)        | Thorengruppen IBK       | Pixbo IBK (vicemistr poháru)       |
| Severní    | Finsko (F-Liiga)                   | TPS                     | Classic (vicemistr)                |
| Jižní      | Česko (Extraliga žen)              | 1. SC TEMPISH Vítkovice | Florbal Chodov                     |
| Jižní      | Švýcarsko (Unihockey Prime League) | Kloten-Dietlikon Jets   | Zug United (vicemistr)             |

## Mužský turnaj

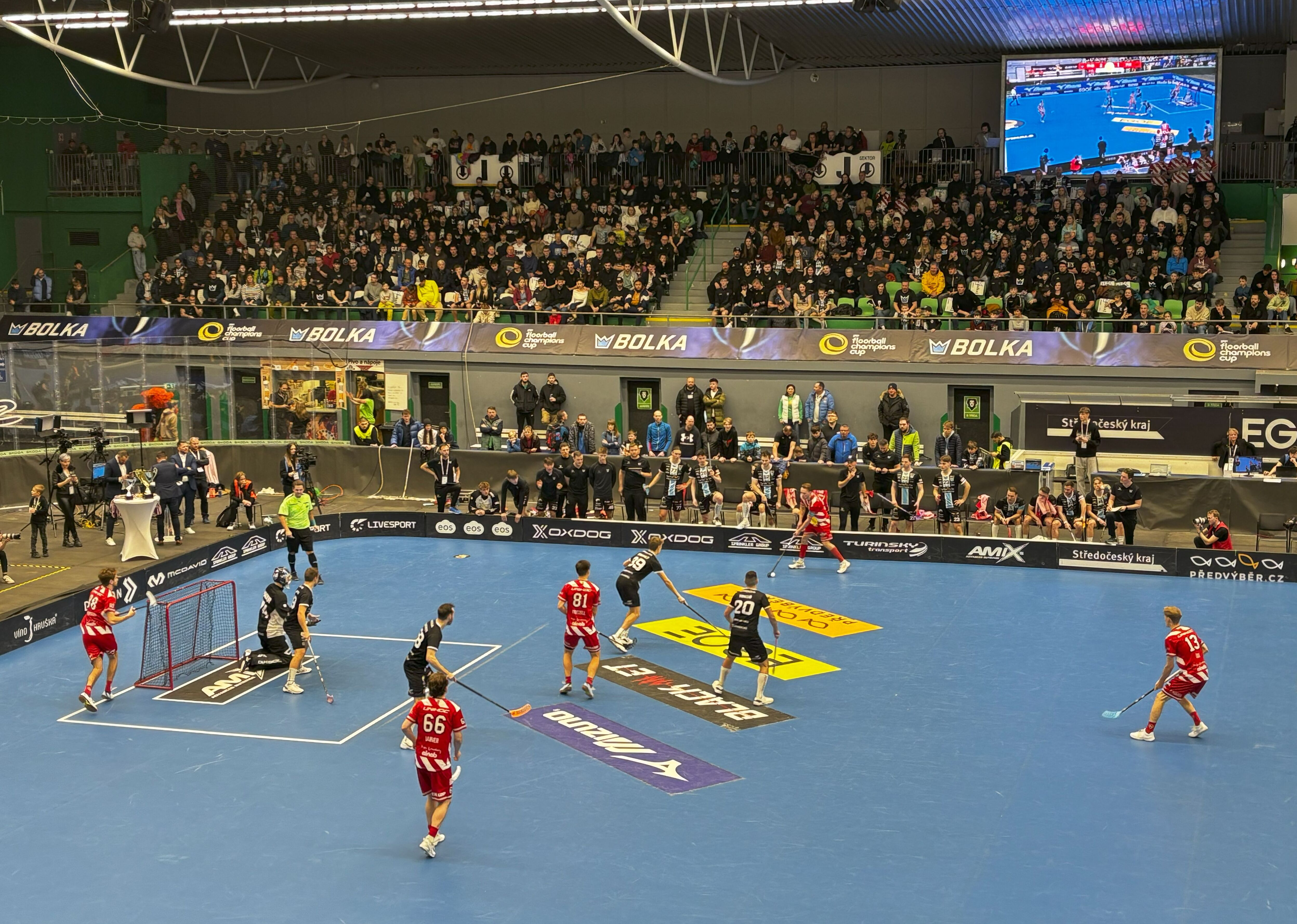
Finálový zápas Florbal MB – Pixbo IBK v Mladé Boleslavi

První kolo čtvrtfinále pořádali vítězové pohárových soutěží (resp. vicemistři ligy) proti vítězům ligových soutěží z druhé země konference. Severní konference ho hrála 23. a 24. srpna, jižní 22. září 2024. Druhé kolo pořádali mistři ligových soutěží. Severní konference ho hrála 29. a 31. srpna, jižní 27. a 28. září 2024. Z českých týmů postoupil Florbal MB. Obhájce titulu z předešlého ročníku Tatran Střešovice vypadl. Soupeři pro semifinále se losovali 1. října. První kolo semifinále se hrálo 2. a 3. listopadu 2024, druhé 14. a 15. listopadu.
Do finále postoupil Florbal MB, jako teprve třetí český tým v historii, po Tatranu Střešovice a 1. SC Vítkovice. Druhé česko-švédské finále v řadě se pořádalo opět jako o rok dříve v Česku, 25. ledna 2025 v Mladé Boleslavi na Zimním stadionu (Ško-Energo Aréna). V této hale pořádala Boleslav Pohár mistrů v jiném formátu již v letech 2011 a 2015. Mistrovský titul vyhrálo švédské Pixbo IBK, podruhé po 21 letech. Finálový zápas sledovalo 3328 diváků.

### Pavouk
|  | Čtvrtfinále (na zápasy) | Čtvrtfinále (na zápasy) |                  |   | Semifinále (na zápasy) | Semifinále (na zápasy) |  |  | Finále (skóre) | Finále (skóre) |
|  |                         |                         |                  |   |                        |                        |  |  |                |                |
|  |                         |                         |                  |   |                        |                        |  |  |                |                |
|  | Storvreta IBK           | 0                       |                  |   |                        |                        |  |  |                |                |
|  | Storvreta IBK           | 0                       |                  |   |                        |                        |  |  |                |                |
|  | Nokian KrP              | 1                       |                  |   |                        |                        |  |  |                |                |
|  | Nokian KrP              | 1                       | Nokian KrP       | 0 |                        |                        |  |  |                |                |
|  |                         |                         | Nokian KrP       | 0 |                        |                        |  |  |                |                |
|  |                         | Florbal MB              | 2                |   |                        |                        |  |  |                |                |
|  | Zug United              | Florbal MB              | 2                | 0 |                        |                        |  |  |                |                |
|  | Zug United              |                         |                  | 0 |                        |                        |  |  |                |                |
|  | Florbal MB              | 2                       |                  |   |                        |                        |  |  |                |                |
|  | Florbal MB              | 2                       | Florbal MB       | 6 |                        |                        |  |  |                |                |
|  |                         |                         | Florbal MB       | 6 |                        |                        |  |  |                |                |
|  |                         | Pixbo IBK               | 9                |   |                        |                        |  |  |                |                |
|  | Tatran Střešovice       | Pixbo IBK               | 9                | 0 |                        |                        |  |  |                |                |
|  | Tatran Střešovice       |                         |                  | 0 |                        |                        |  |  |                |                |
|  | SV Wiler-Ersigen        | 1                       |                  |   |                        |                        |  |  |                |                |
|  | SV Wiler-Ersigen        | 1                       | SV Wiler-Ersigen | 1 |                        |                        |  |  |                |                |
|  |                         |                         | SV Wiler-Ersigen | 1 |                        |                        |  |  |                |                |
|  |                         | Pixbo IBK               | 1                |   |                        |                        |  |  |                |                |
|  | Esport Oilers           | Pixbo IBK               | 1                | 1 |                        |                        |  |  |                |                |
|  | Esport Oilers           |                         |                  | 1 |                        |                        |  |  |                |                |
|  | Pixbo IBK               | 1                       |                  |   |                        |                        |  |  |                |                |
|  | Pixbo IBK               | 1                       |                  |   |                        |                        |  |  |                |                |

Časy zápasů jsou lokální, ve středoevropském čase, pokud není uvedeno jinak.

### Čtvrtfinále
| 24. srpna 2024 17:00 VELČ | Nokian KrP | 6 : 5 (1:0, 2:3, 3:2) | Storvreta IBK | Nokian Palloiluareena, Nokia Návštěvnost: 757 |  |

| Zpráva |

| 29. srpna 2024 18:30 | Storvreta IBK | 5 : 5 (1:0, 2:3, 2:2) | Nokian KrP | IFU Arena, Uppsala Návštěvnost: 749 |  |

| Zpráva |

0 : 1 na zápasy pro Nokian KrP.
| 22. září 2024 16:30 | Florbal MB | 3 : 1 (1:0, 1:1, 1:0) | Zug United | MSH, Mladá Boleslav Návštěvnost: 598 |  |

| Zpráva |

| 28. září 2024 17:00 | Zug United | 4 : 10 (2:3, 0:3, 2:4) | Florbal MB | Sporthalle Zug, Zug Návštěvnost: 550 |  |

| Zpráva |

0 : 2 na zápasy pro Florbal MB.
| 22. září 2024 18:00 | SV Wiler-Ersigen | 5 : 5 (1:1, 1:2, 3:2) | Tatran Střešovice | Sporthalle Grossmatt, Kirchberg Návštěvnost: 456 |  |

| Zpráva |

| 27. září 2024 19:00 | Tatran Střešovice | 3 : 4 (0:1, 2:1, 1:2) | SV Wiler-Ersigen | Sportovní Centrum Řepy, Praha Návštěvnost: 527 |  |

| Zpráva |

0 : 1 na zápasy pro SV Wiler-Ersigen.
| 23. srpna 2024 19:00 | Pixbo IBK | 4 : 9 (0:1, 4:2, 0:6) | Esport Oilers | Wallenstam Arena, Göteborg Návštěvnost: 267 |  |

| Zpráva |

| 31. srpna 2024 14:30 VELČ | Esport Oilers | 4 : 10 (1:3, 2:5, 1:2) | Pixbo IBK | Tapiolan Urheiluhalli, Espoo Návštěvnost: 712 |  |

| Zpráva |

1 : 1 na zápasy. O postupu týmu Pixbo IBK rozhodlo vítězství v prodloužení druhého kola.

### Semifinále
| 3. listopadu 2024 16:30 | Florbal MB | 8 : 5 (2:2, 3:1, 3:2) | Nokian KrP | MSH, Mladá Boleslav Návštěvnost: 715 |  |

| Zpráva |

| 14. listopadu 2024 18:30 VEČ | Nokian KrP | 6 : 7 (1:3, 3:1, 2:3) | Florbal MB | AGCO Power Arena, Nokia Návštěvnost: 897 |  |

| Zpráva |

2 : 0 na zápasy pro Florbal MB.
| 2. listopadu 2024 16:30 | Pixbo IBK | 11 : 4 (4:2, 2:0, 5:2) | SV Wiler-Ersigen | Wallenstam Arena, Göteborg Návštěvnost: 333 |  |

| Zpráva |

| 15. listopadu 2024 19:00 | SV Wiler-Ersigen | 6 : 4 (0:4, 1:0, 5:0) | Pixbo IBK | Sporthalle Grossmatt, Kirchberg Návštěvnost: 1123 |  |

| Zpráva |

1 : 1 na zápasy. O postupu týmu Pixbo IBK rozhodlo vítězství v prodloužení druhého kola.

### Finále
| 25. ledna 2025 17:00 | Florbal MB | 6 : 9 (3:4, 2:1, 1:4) | Pixbo IBK | Zimní stadion, Mladá Boleslav Návštěvnost: 3328 |  |

| Zpráva |

### Čeští účastníci v zahraničních týmech
- Storvreta IBK  – Filip Langer a Ondřej Němeček
- SV Wiler-Ersigen  – Radek Sikora (mladší) – Radek Sikora (asistent trenéra)

## Ženský turnaj

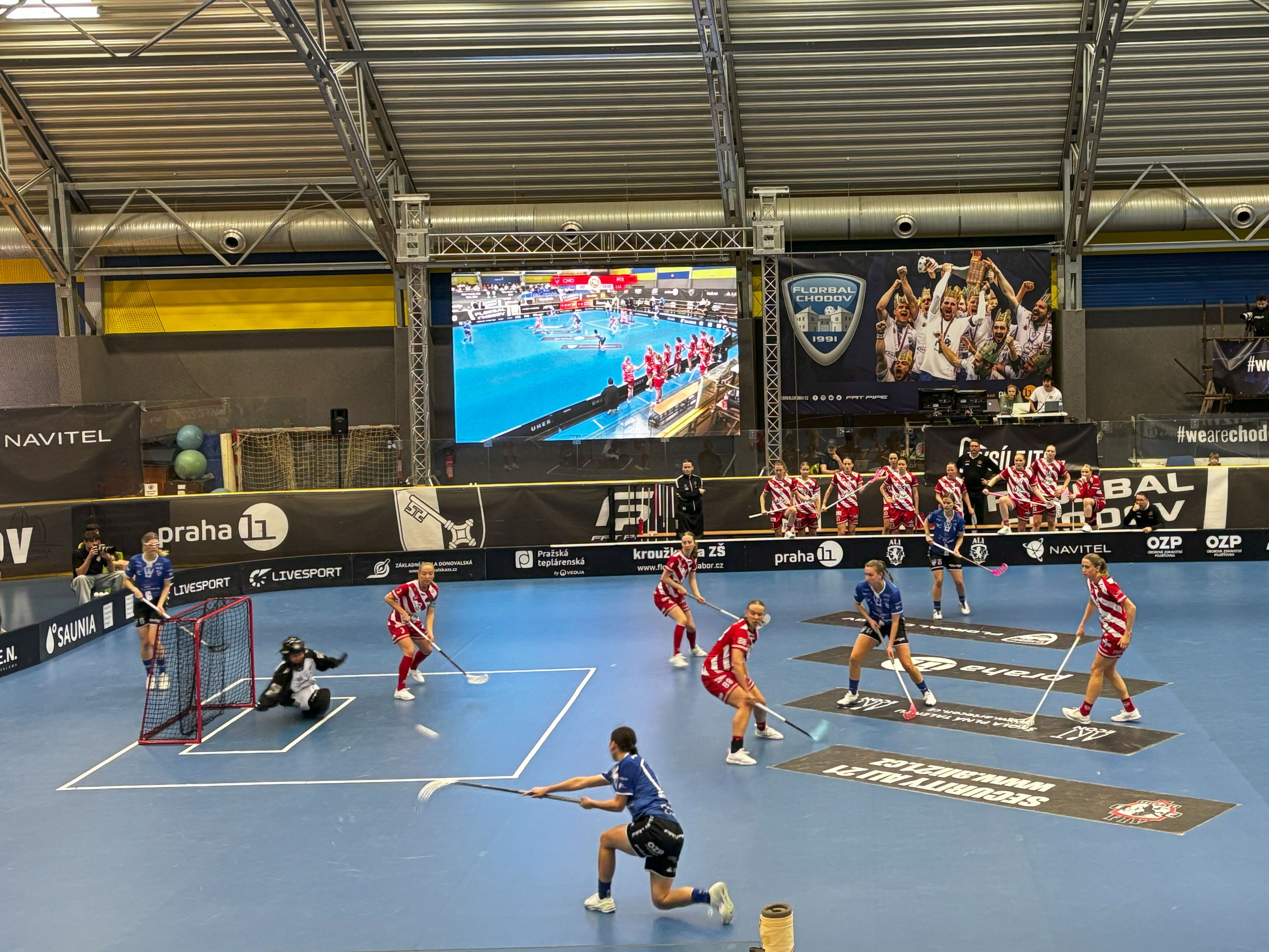
Semifinálový zápas Florbal Chodov – Pixbo IBK v Praze

První kolo čtvrtfinále pořádali vítězové pohárových soutěží (resp. vicemistři ligy) proti vítězům ligových soutěží z druhé země konference. Severní konference ho hrála 25. srpna 2024, jižní 20. a 22. září 2024. Druhé kolo pořádali mistři ligových soutěží. Severní konference ho hrála 31. srpna, jižní 27. a 29. září. Oba české i švédské týmy postoupily. Soupeři pro semifinále se losovali 1. října. První kolo semifinále se hrálo 23. listopadu 2024, druhé 24. listopadu a 1. prosince.
Do finále postoupily oba švédské týmy, stejné jako v předešlém ročníku. Finále se konalo 25. ledna 2025. Pixbo IBK tentokrát Thorengruppen IBK porazilo a po devíti letech získalo druhý titul.

### Pavouk
|  | Čtvrtfinále (na zápasy) | Čtvrtfinále (na zápasy) |                   |   | Semifinále (na zápasy) | Semifinále (na zápasy) |  |  | Finále (skóre) | Finále (skóre) |
|  |                         |                         |                   |   |                        |                        |  |  |                |                |
|  |                         |                         |                   |   |                        |                        |  |  |                |                |
|  | Thorengruppen IBK       | 2                       |                   |   |                        |                        |  |  |                |                |
|  | Thorengruppen IBK       | 2                       |                   |   |                        |                        |  |  |                |                |
|  | Classic                 | 0                       |                   |   |                        |                        |  |  |                |                |
|  | Classic                 | 0                       | Thorengruppen IBK | 2 |                        |                        |  |  |                |                |
|  |                         |                         | Thorengruppen IBK | 2 |                        |                        |  |  |                |                |
|  |                         | 1. SC TEMPISH Vítkovice | 0                 |   |                        |                        |  |  |                |                |
|  | 1. SC TEMPISH Vítkovice | 1. SC TEMPISH Vítkovice | 0                 | 2 |                        |                        |  |  |                |                |
|  | 1. SC TEMPISH Vítkovice |                         |                   | 2 |                        |                        |  |  |                |                |
|  | Zug United              | 0                       |                   |   |                        |                        |  |  |                |                |
|  | Zug United              | 0                       | Thorengruppen IBK | 0 |                        |                        |  |  |                |                |
|  |                         |                         | Thorengruppen IBK | 0 |                        |                        |  |  |                |                |
|  |                         | Pixbo IBK               | 3                 |   |                        |                        |  |  |                |                |
|  | Kloten-Dietlikon Jets   | Pixbo IBK               | 3                 | 0 |                        |                        |  |  |                |                |
|  | Kloten-Dietlikon Jets   |                         |                   | 0 |                        |                        |  |  |                |                |
|  | Florbal Chodov          | 2                       |                   |   |                        |                        |  |  |                |                |
|  | Florbal Chodov          | 2                       | Florbal Chodov    | 0 |                        |                        |  |  |                |                |
|  |                         |                         | Florbal Chodov    | 0 |                        |                        |  |  |                |                |
|  |                         | Pixbo IBK               | 2                 |   |                        |                        |  |  |                |                |
|  | TPS                     | Pixbo IBK               | 2                 | 0 |                        |                        |  |  |                |                |
|  | TPS                     |                         |                   | 0 |                        |                        |  |  |                |                |
|  | Pixbo IBK               | 2                       |                   |   |                        |                        |  |  |                |                |
|  | Pixbo IBK               | 2                       |                   |   |                        |                        |  |  |                |                |

Časy zápasů jsou lokální, ve středoevropském čase, pokud není uvedeno jinak.

### Čtvrtfinále
| 25. srpna 2024 13:00 VELČ | Classic | 1 : 9 (0:4, 1:3, 0:2) | Thorengruppen IBK | Ideapark Blak Boks, Lempäälä Návštěvnost: 501 |  |

| Zpráva |

| 31. srpna 2024 13:30 | Thorengruppen IBK | 9 : 2 (2:1, 4:0, 3:1) | Classic | Thoren Arena, Umeå Návštěvnost: 287 |  |

| Zpráva |

2 : 0 na zápasy pro Thorengruppen IBK.
| 22. září 2024 15:00 | Zug United | 4 : 5 (2:1, 1:1, 1:3) | 1. SC TEMPISH Vítkovice | Sporthalle Zug, Zug Návštěvnost: 137 |  |

| Zpráva |

| 29. září 2024 15:00 | 1. SC TEMPISH Vítkovice | 6 : 4 (1:2, 2:1, 3:1) | Zug United | SH Sareza, Ostrava Návštěvnost: 315 |  |

| Zpráva |

2 : 0 na zápasy pro 1. SC TEMPISH Vítkovice.
| 20. září 2024 18:30 | Florbal Chodov | 8 : 5 (4:2, 1:2, 3:1) | Kloten-Dietlikon Jets | SH Jižní Město, Praha Návštěvnost: 370 |  |

| Zpráva |

| 27. září 2024 19:30 | Kloten-Dietlikon Jets | 1 : 2 (0:0, 1:1, 0:1) | Florbal Chodov | Sporthalle Stighag, Kloten Návštěvnost: 243 |  |

| Zpráva |

0 : 2 na zápasy pro Florbal Chodov.
| 25. srpna 2024 18:30 | Pixbo IBK | 8 : 5 (4:2, 2:2, 2:1) | TPS | Wallenstam Arena, Göteborg Návštěvnost: 182 |  |

| Zpráva |

| 31. srpna 2024 16:00 VELČ | TPS | 3 : 9 (2:2, 1:3, 0:4) | Pixbo IBK | Kupittaan Palloiluhalli, Turku Návštěvnost: 178 |  |

| Zpráva |

0 : 2 na zápasy pro Pixbo IBK.

### Semifinále
| 23. listopadu 2024 13:30 | 1. SC TEMPISH Vítkovice | 2 : 12 (1:4, 0:3, 1:5) | Thorengruppen IBK | SH Sareza, Ostrava Návštěvnost: 282 |  |

| Zpráva |

| 24. listopadu 2024 17:00 | Thorengruppen IBK | 6 : 4 (2:2, 3:1, 1:1) | 1. SC TEMPISH Vítkovice | SH Sareza, Ostrava Návštěvnost: 224 |  |

| Zpráva |

0 : 2 na zápasy pro Thorengruppen IBK.
| 23. listopadu 2024 12:30 | Pixbo IBK | 13 : 4 (7:2, 4:2, 2:0) | Florbal Chodov | Wallenstam Arena, Göteborg Návštěvnost: 193 |  |

| Zpráva |

| 1. prosince 2024 13:00 | Florbal Chodov | 3 : 8 (1:2, 0:2, 2:4) | Pixbo IBK | SH Jižní Město, Praha Návštěvnost: 312 |  |

| Zpráva |

2 : 0 na zápasy pro Pixbo IBK.

### Finále
| 25. ledna 2025 13:30 | Thorengruppen IBK | 0 : 3 (0:1, 0:0, 0:2) | Pixbo IBK | Thoren Arena, Umeå Návštěvnost: 2100 |  |

| Zpráva |

### České účastnice v zahraničních týmech
- Zug United  – Denisa Ratajová, Martina Řepková a Ivana Šupáková